# Odontophorus gujanensis
La quaglia boschereccia marmorizzata o colino marmoreggiato (Odontophorus gujanensis (J.F.Gmelin, 1789)), è un uccello della famiglia Odontophoridae che vive in Centro e Sud America.

## Tassonomia
Questa specie è suddivisa in otto sottospecie
- Odontophorus gujanensis castigatus - Bangs, 1901
- Odontophorus gujanensis marmoratus - (Gould, 1843)
- Odontophorus gujanensis medius - Chapman, 1929
- Odontophorus gujanensis gujanensis - (J.F.Gmelin, 1789)
- Odontophorus gujanensis  buckleyi - C.Chubb, 1919
- Odontophorus gujanensis  rufogularis - Blake, 1959
- Odontophorus gujanensis  pachyrhynchus - Tschudi, 1844
- Odontophorus gujanensis simonsi - C.Chubb, 1919